# Antioch Baptist Church (Tyler)
Die Antioch Baptist Church ist ein baptistisches Gotteshaus in der texanischen Stadt Tyler im Smith County. Das Gebäude liegt etwa elf Kilometer nördlich des Stadtzentrums  jenseits des Interstate Highways 20 an der County Road 313 in der ländlich geprägten Sand Flat Community. 2001 wurde die Kirche zum Recorded Texas Historic Landmark erklärt.

## Geschichte
Den Aufzeichnungen der Smith County Baptist Association zufolge wurde die Kirchengemeinde im Jahr 1851 gegründet. Bis zum Bau eines ersten Gotteshauses im Jahr 1857 hielten die Mitglieder ihre Gottesdienste in ihren Häusern und im örtlichen Schulhaus ab. Da die Gemeinde keinen eigenen Pastor hatte, trafen sich die Klassen der Sonntagsschule und die Baptist Young People’s Union auch, wenn kein Prediger vor Ort war. Erst 1936 wurde der Kirchengemeinde ein eigener Pastor zugeteilt.
In dieser Zeit entstand auch der heute noch vorhandene Kirchenbau, der 1939 fertiggestellt wurde. 1953 wurde er um ein Unterrichtsgebäude ergänzt.